# Karl Cäsar
Karl Cäsar (ur. 24 grudnia 1874 w Münster, zm. 7 kwietnia 1942 w Berlinie) – niemiecki architekt.

## Biografia
Urodził się 24 grudnia 1874 roku w Münster. Był synem ewangelickiego proboszcza Karla Wilhelma Ludwiga Cäsara i Wilhelminy z d. Döring. Uczył się w gimnazjum w Wiesbaden, następnie w Landesschule w Schulpforte. W latach 1894–1896 studiował w Technische Hochschule w Berlinie. W tym samym czasie pracował w biurze projektowym Hugo Hartunga. Po studiach w Berlinie kontynuował naukę w Technische Hochschule w Monachium.
W 1898 roku rozpoczął pracę w rządowej administracji budownictwa. Krótko po zatrudnieniu dostał powołanie do służby wojskowej. Służbę odbył w 160. regimencie piechoty w latach 1899–1900. Po przejściu do rezerwy pracował w rządowym biurze budownictwa sakralnego, kierowanego przez Oskara Hoßfelda. Od 1907 roku pracował w Diez. Jako powiatowy inspektor budownictwa zaprojektował i zrealizował więzienie centralne dla miasta. Od 1909 roku Cäsar był profesorem zwyczajnym w berlińskim Technische Hochschule.
W 1915 roku dostał powołanie do wojska. Przydzielono go do Torunia, a następnie do Kowna. W Toruniu wykonał przebicie kamienicy położonej przy ulicy Piekary 37. Powstały Łuk nazwano na jego cześć. Od końca 1915 roku był związany z Technische Hochschule w Karlsruhe, gdzie w latach 1924–1933 pełnił funkcję rektora.
W 1933 roku przystąpił do Narodowosocjalistycznej Niemieckiej Partii Robotników. Zmarł 7 kwietnia 1942 roku w Berlinie.